# .pa
.pa는 파나마의 인터넷 국가 코드 최상위 도메인이다. 1994-05-25에 처음 등록되었다. 파나마 기술대학교(Universidad Tecnologica de Panama)가 운영하는 NIC 파나마(NIC Panamá)가 관리한다.
"PA"는 미국 펜실베이니아주와 브라질 파라주의 우편번호이기도 하기 때문에 가끔 그런 의미로 사용되었지만 널리 보급되지는 않았다.

## 구조
- com.pa: 상업 법인
- ac.pa: 고등 교육 또는 연구 기관
- edu.pa: 교육기관이나 단체, 교육사업
- net.pa: 인터넷 서비스 제공업체
- org.pa: 비영리 기관 또는 단체
- gob.pa: 파나마 정부 기관 또는 기관
- sld.pa: 의료 기관 또는 기관
- nom.pa: 자연인
- abo.pa: 법률 분야 전문가(변호사)
- ing.pa : 엔지니어링 분야의 전문가
- med.pa: 의사